# Jack van Bebber
Jack van Bebber (27. července 1907 Perry, USA – 13. dubna 1986 tamtéž) byl americký zápasník. V roce 1932 vybojoval na olympijských hrách v Los Angeles zlatou medaili ve volném stylu ve velterové váze.